# Classe La Galissonnière (incrociatore)
La classe La Galissonnière è stata una classe di incrociatori leggeri francesi costruita negli anni trenta, composta da 6 unità: La Galissonière, Jean de Vienne, Marseillaise, George Leygues, Gloire e Montcalm.

## Progetto

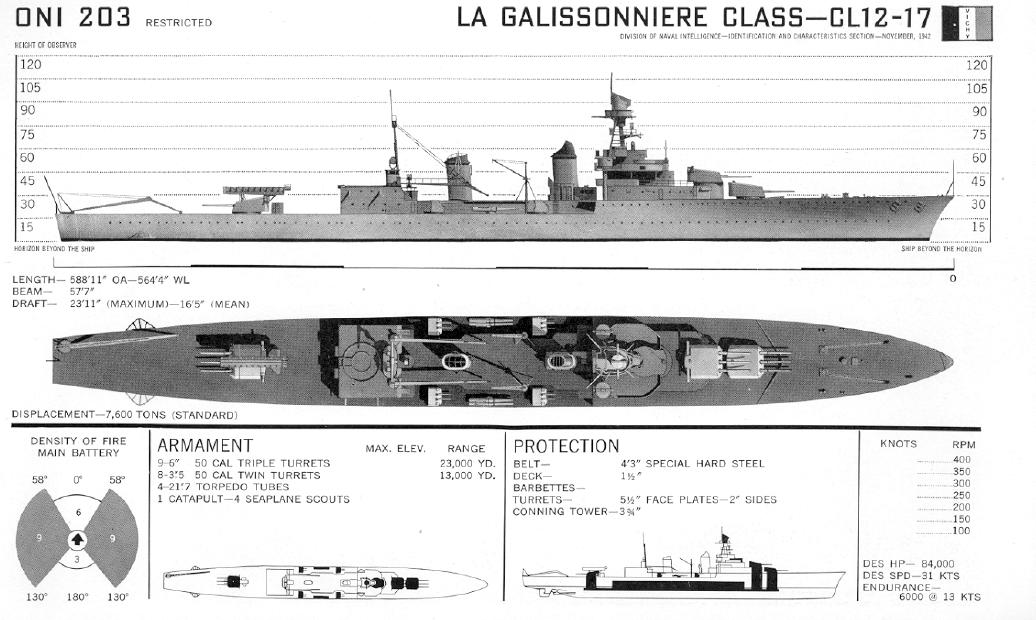
Due viste della classe di provenienza statunitense

Impostati in contemporanea alle due ultime unità dell'italiana classe Condottieri, nell'ambito della competizione franco italiana dell'epoca, essi erano incrociatori decisamente compatti e di differente progettazione, con una forte somiglianza con quella delle corazzate moderne.
La loro struttura era molto compatta, grazie alla disposizione delle artiglierie principali interamente in torri trinate, per cui, con il dislocamento modesto che avevano, ebbero un armamento potente, con uno scafo corto e quindi più leggero e facile da proteggere, tanto che la corazzatura, sia di cintura, che di ponte, come anche artiglierie, era molto migliore di quanto era possibile all'epoca trovare sulle navi di questa categoria. La poppa aveva una forma 'a specchio' che offriva una minore resistenza, in seguito universalmente adottata.
I cannoni da 152/55mm Model 1930 erano in 2 torri sovrapposte a prua e 1 a poppa, con un ampio campo di tiro. Queste armi, con una notevole potenza (paragonabile al 155 mm della Marina imperiale giapponese imbarcato inizialmente sugli incrociatori della classe Mogami), avevano un peso di 7,65ton, cadenza di tiro 5 c./min, velocità iniziale di ben 900ms. con una gittata di ben 26.900 metri con una granata da 58 kg, la quale poteva perforare ben 122mm a 10.000 metri. Il peso degli affusti trinati, pesantemente corazzati, era di 172t. L'armamento secondario era di cannoni da 90mm Mod. 1926, che avevano una velocità di 850ms, cadenza di 12-15c.min. e una gittata di 15 km, si trattava di un'arma contraerea pesante. Infine, vi erano alcune mitragliere, oltre a 4 tubi lanciasiluri da 550mm.
Le sovrastrutture comprendevano un massiccio tripode prodiero. Infine, l'apparato propulsivo aveva una elevata potenza di 84.000 SHP, ripartita su 2 assi.

## Servizio

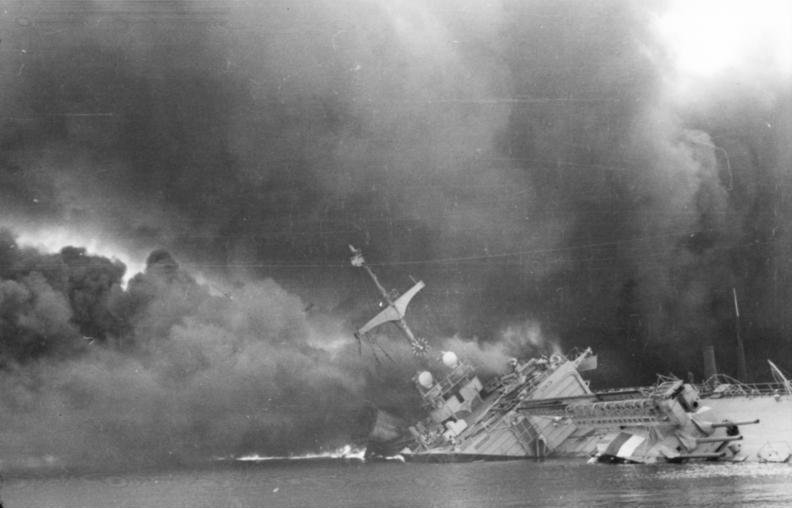
Una nave della classe si autoaffonda a Tolone

Delle 6 unità, La Galissonière, Jean de Vienne e Marseillaise si autoaffondarono a Tolone il 27 novembre 1942. Due delle unità autoaffondate a Tolone vennero recuperate dagli italiani, ma vennero abbandonate al tempo dell'armistizio: erano il Galissonniere e il De Vienne.
Le altre, avendo raggiunto Dakar per rinforzarne le difese nel 1940, passarono poi sotto comando alleato e quindi George Leygues, Gloire e Montcalm operarono attivamente con gli alleati durante la seconda parte della guerra, partecipando con le forze della Francia Libera alla operazione Dragoon e allo sbarco in Normandia. Successivamente, esse raggiunsero la flotta francese del dopoguerra e resero i loro servigi fino alla metà degli anni '50.

## Unità
| Nome             | Cantiere                                                 | Impostazione      | Varo              | Entrata in servizio | Destino finale                                                                                                 | Intitolazione                           |
| ---------------- | -------------------------------------------------------- | ----------------- | ----------------- | ------------------- | --- | --------------------------------------- |
| La Galissonnière | Arsenale di Brest                                        | 15 dicembre 1931  | 18 novembre 1933  | 1º gennaio 1936     | Affondato a Tolone il 27 novembre 1942                                                                         | Roland-Michel Barrin de La Galissonière |
| Montcalm         | Forges et chantiers de la Méditerranée, La Seyne-sur-Mer | 15 novembre 1933  | 26 ottobre 1935   | 4 dicembre 1937     | Utilizzato come base fissa dal 1961, in uso alla Ecole des armes Sous-Marines fino al 1969. Demolito nel 1970. | Louis-Joseph de Montcalm                |
| Georges Leygues  | Cantieri di Penhoët                                      | 21 settembre 1933 | 24 marzo 1936     | 15 novembre 1937    | Venduto per demolizione nel novembre 1959                                                                      | Georges Leygues                         |
| Jean de Vienne   | Arsenale di Lorient                                      | 20 dicembre 1931  | 31 luglio 1935    | 10 febbraio 1937    | Affondato a Tolone il 27 novembre 1942                                                                         | Jean de Vienne                          |
| Marseillaise     | Ateliers et Chantiers de la Loire                        | 23 ottobre 1933   | 17 luglio 1935    | 10 ottobre 1937     | Affondato a Tolone il 27 novembre 1942                                                                         | La Marsigliese                          |
| Gloire           | Forges et chantiers de la Gironde                        | 13 novembre 1933  | 28 settembre 1935 | 15 novembre 1937    | Venduta per demolizione nel gennaio 1958                                                                       |                                         |